# Pseudovipio barchanicus
Pseudovipio barchanicus är en stekelart som först beskrevs av Telenga 1936.  Pseudovipio barchanicus ingår i släktet Pseudovipio och familjen bracksteklar. Inga underarter finns listade i Catalogue of Life.